# Airborne collision avoidance system
Een airborne collision avoidance system of ACAS is een systeem waarmee, onafhankelijk van de luchtverkeersleiding of grondradars, dreigende botsingen tussen vliegtuigen vroegtijdig gedetecteerd en daardoor voorkomen kunnen worden. Hiervoor worden aan boord geïnstalleerde transponders gebruikt.
ACAS is geen aanduiding van een specifiek systeem; het is een soortnaam. De enige implementatie van een ACAS die momenteel voldoet aan de richtlijnen van de Internationale Burgerluchtvaartorganisatie is het Traffic alert and collision avoidance system (TCAS). 

## TCAS-systeem

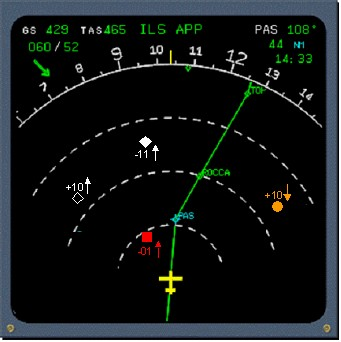
gecombineerde TCAS and HSI (Horizontal situation indicator) display

Het TCAS-systeem bouwt een driedimensionale "kaart" van vliegtuigen in het nabije luchtruim, inclusief de onderlinge afstand (vergaard uit de ondervraging en respons heen en terug), hoogte (zoals gerapporteerd door het ondervraagde vliegtuig) en peiling (door de directionele antenne van de respons) . Vervolgens, door de huidig afstand en hoogteverschil te extrapoleren naar verwachte toekomstige waarden, wordt bepaald of er een potentiële botsingsdreiging bestaat. Indien dat het geval is dan wordt zowel visueel als door middel van een audiocommando een Traffic advisory (TA) of Resolution advisory (RA) gepresenteerd. De TA is slechts een aanwijzing dat er mogelijk een potentieel conflict is in de toekomst, de RA is het directe commando om het ontstane conflict op te lossen.
Enkele voorbeelden (niet compleet) van zo'n opdracht zijn:
- RA : "Climb; climb" - Start onmiddellijk een klim met 1,500–2,000 voet/min (460–610 m/min)
- RA : "Descend. Descend" - Start onmiddellijk een  daling met 1,500–2,000 voet/min (460–610 m/min)
- RA : "Increase climb" - Verhoog de klimsnelheid naar 2,500–3,000 voet/min (760–910 m/min).
- RA : "Increase descend" - Verhoog de daalsnelheid naar  2,500–3,000 voet/min (760–910 m/min).